# Aspidistra daibuensis
Aspidistra daibuensis är en sparrisväxtart som beskrevs av Bunzo Hayata. Aspidistra daibuensis ingår i släktet Aspidistra och familjen sparrisväxter. Inga underarter finns listade i Catalogue of Life.